# Tuba (instrument)
Pour les articles homonymes, voir tuba.
Le tuba est un instrument de musique appartenant à la famille des cuivres. Par la variété de ses tailles et de ses formes, il constitue une sous-famille des cuivres.
Le mot « tuba » provient du latin et désignait à l'époque romaine une grande trompette incurvée (tuba curva) utilisée dans le contexte militaire.
Le terme générique « tuba » englobe aujourd'hui une grande diversité d'instruments distincts, dont les caractéristiques sont sensiblement différentes en fonction de paramètres liés à une facture instable depuis les débuts.

## Historique
L'invention du tuba découle de celle du piston, qui révolutionne la facture des instruments de la famille des cuivres au premier tiers du XIXe siècle. Vers 1835, Wilhelm Wieprecht, le directeur général des musiques militaires de Prusse, demande à l'ingénieur allemand Johann Gottfried Moritz de travailler à l'élaboration d'un cuivre grave à pistons qui pourrait avoir un timbre plus homogène et puissant que celui des ophicléides et bassons russes. D'autre part, un autre facteur, W. Schuster élabore entre 1830 et 1835 un tuba à trois barillets. De nombreux facteurs contribueront ensuite à l'évolution de l'instrument.

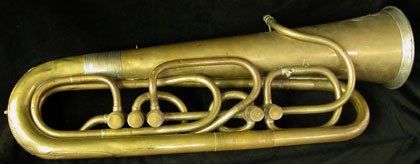
Tuba basse de Wieprecht et Moritz (1835).

Parallèlement, Adolphe Sax travaille à améliorer le bugle, puis développe une gamme d'instruments, déclinée en sept tailles et tonalités différentes (du contrebasse en si bémol au sopranino en mi bémol), qu'il présente en 1844. Le succès de ses instruments est tel qu'ils sont connus sous le nom de « saxhorns », ou bugles/cuivres de Sax. Parallèlement aux saxhorns, Adolphe Sax a développé une autre famille d'instruments : les saxotrombas ou saxtrombas, tombés en désuétude, mais qui donneront aux gros cuivres leur forme oblongue moderne.
Gustave-Auguste Besson (1820-1874), autre facteur parisien important, délocalise son activité à Londres en 1858, à la suite de nombreux procès avec Sax. Outre-Manche, son entreprise prend une part majeure dans le développement des brass bands, où le saxhorn basse évolue vers l'euphonium.
Actuellement plusieurs dénominations s'entrecroisent. Cela génère une certaine confusion et une réelle difficulté à comprendre les différences entre les diverses formes d'instruments. De nombreuses variations de termes sont usitées selon l'origine géographique, historique ou le point de vue de l'utilisateur. Aucun système normalisé ne permet à ce jour de satisfaire le plus grand nombre.
Aujourd'hui, on fabrique des tubas en fa, mi bémol, ut et si bémol.

## Production du son

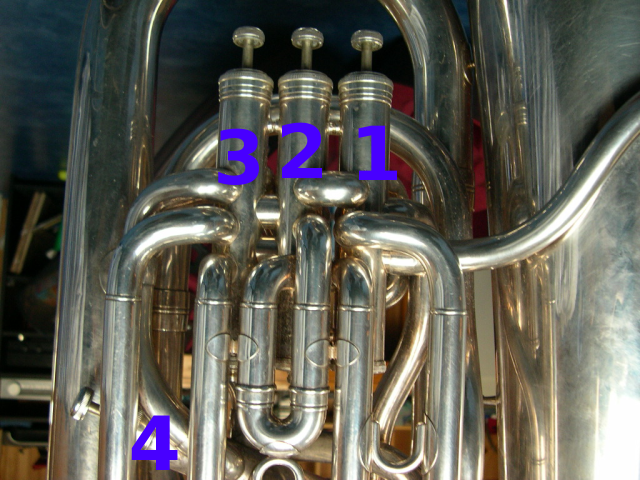
Système à 3 pistons permettant de modifier la longueur du tube.

Le tuba est l'instrument le plus grave de la famille des cuivres, dont la tessiture varie en fonction de la longueur du tube. La sonorité varie en fonction de la géométrie globale, et notamment de la proportion de tube conique ou cylindrique par rapport à la longueur totale.
Pour modifier la hauteur des sons, comme sur les autres cuivres, le musicien (tubiste) fait vibrer ses lèvres en agissant sur divers paramètres : tension de l'appareil musculaire facial (zygomatique), quantité et vitesse de l'air expulsé, le tout en coordination avec les différentes combinaisons de doigtés. L'utilisation des 3, 4, 5, voire 6 pistons ou des systèmes rotatifs à palettes (de 3 à 6) permet de modifier la longueur du tube. Le tuba à six pistons a une tessiture  théorique de 4 octaves, mais cela dépend des possibilités de chaque tubiste.

## La famille des tubas

### Les instruments
Les tubas au sens large appartiennent à deux familles d'instruments différentes : les tubas et les saxhorns, auxquelles s'ajoute le tuba wagnérien (ou « tuben ») qui n'est pas un tuba contrairement à ce qu'indique son nom, mais appartient à la famille des cors : c'est en fait un cor modifié pour en changer la sonorité, « plus directe », « plus sombre que celui du cor et semblant plus éloignée mais aussi plus dense »[évasif], située entre celle du trombone et du cor.
1. La famille des saxhorns comprend 10 représentants :
  - le saxhorn sopranino (en mi bémol) ou « petit bugle » ;
  - le saxhorn soprano (en si bémol) ou « bugle » (flugelhorn en anglais) ;

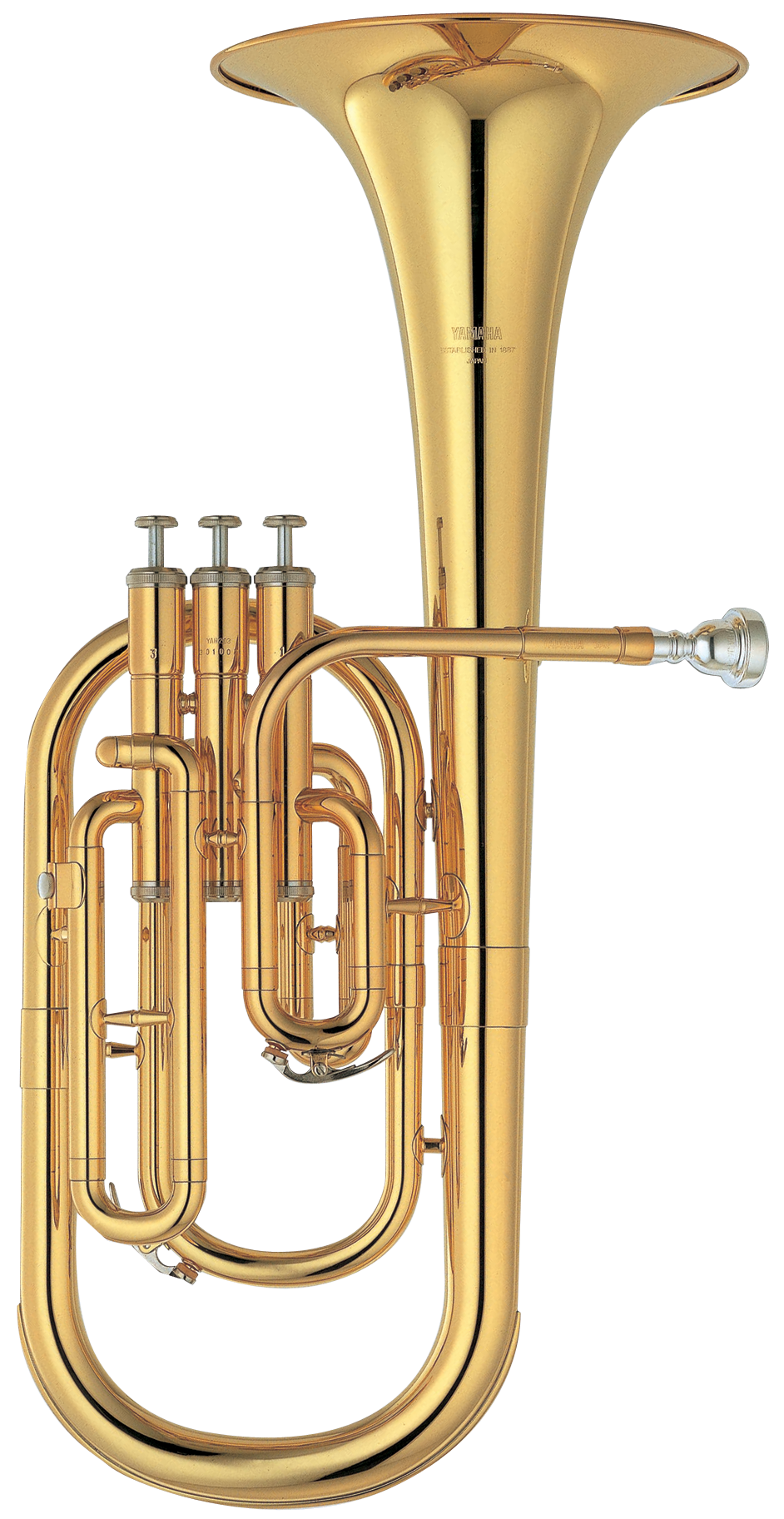
Saxhorn alto

  - Saxhorn altole saxhorn alto (en mi bémol) appelé simplement « alto » ou « pichotte » (tenor horn en anglais) ;
  - le saxhorn baryton (en si bémol) appelé simplement « baryton » ;
  - le saxhorn basse (en si bémol) appelé simplement « saxhorn » ou « basse » ;
  - le saxhorn contrebasse en mi bémol appelé « bombardon » ou « tuba mi bémol ». Il est très répandu dans les pays anglo-saxons, notamment dans le contexte des brass bands ;
  - le saxhorn contrebasse en si bémol appelé « contrebasse » ou « contretuba si bémol ». Il est principalement employé dans les orchestres d'harmonies, brass bands et batteries-fanfares ;
  - le « tuba français » en Ut à 6 pistons, de construction similaire à celle d'un saxhorn basse, ne fait pas partie de la famille des saxhorns stricto sensu (cet instrument produit par la maison Courtois n'a pas été conçu par Adolphe Sax) ; le 6e piston abaisse la note d'une quinte ; en combinaison avec le 4e piston de quarte il permet au tuba français de descendre une octave en dessous du Do pédale à vide ;
  - l'hélicon, qui n'est pas à proprement parler un saxhorn, mais qui peut être tout de même apparenté à la famille car dérivé du saxtuba. Il est très répandu en Europe de l'Est, mais aussi joué plus à l'ouest dans certaines fanfares (notamment la fanfare de cavalerie de la Garde républicaine) ;
  - le soubassophone ou « souba », appelé aussi « sousaphone » (sousa en anglais), (en si bémol, parfois en mi bémol ou fa). C'est en fait un saxhorn contrebasse dont l'enroulement est modifié et dont le pavillon frontal est surdimensionné. L'instrument peut ainsi être porté à l'épaule et le son est orienté vers l'avant. Il est très employé en musique de rue et dans les batteries-fanfares.
2. La famille des tubas (sens strict) comprend 4 représentants :

Tuba baryton

  - Tuba barytonle tuba baryton (en si bémol) ou simplement « baryton ». Il imite son cousin, le saxhorn baryton. D'ailleurs les deux instruments sont vendus indifféremment sous le nom de baryton ;

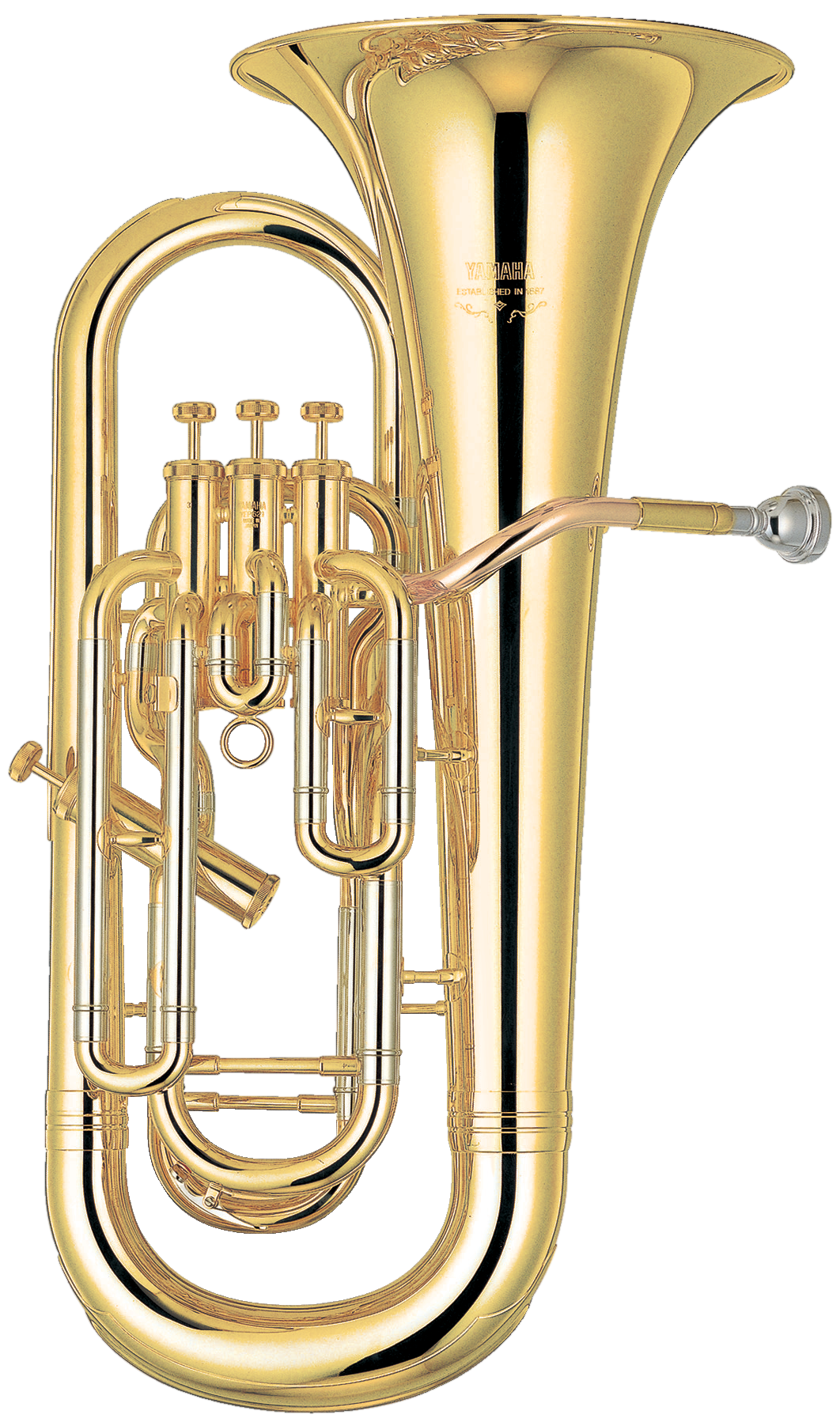
Euphonium

  - Euphoniumle tuba ténor (en si bémol) ou « euphonium » ;

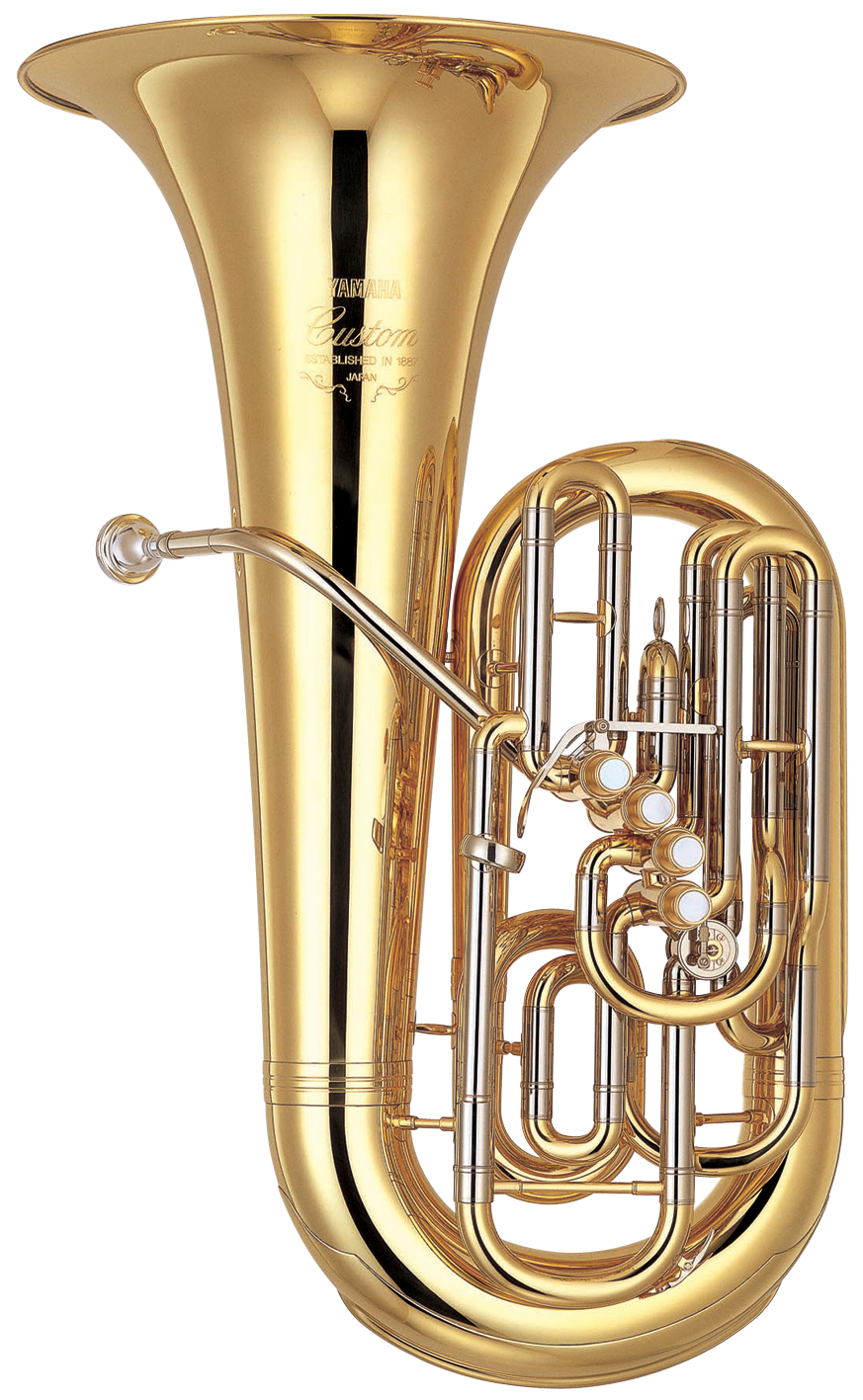
Tuba

  - Tubale tuba basse (en fa) appelé simplement « tuba » ;
  - le tuba contrebasse (en ut) ou « contretuba ». Contretuba

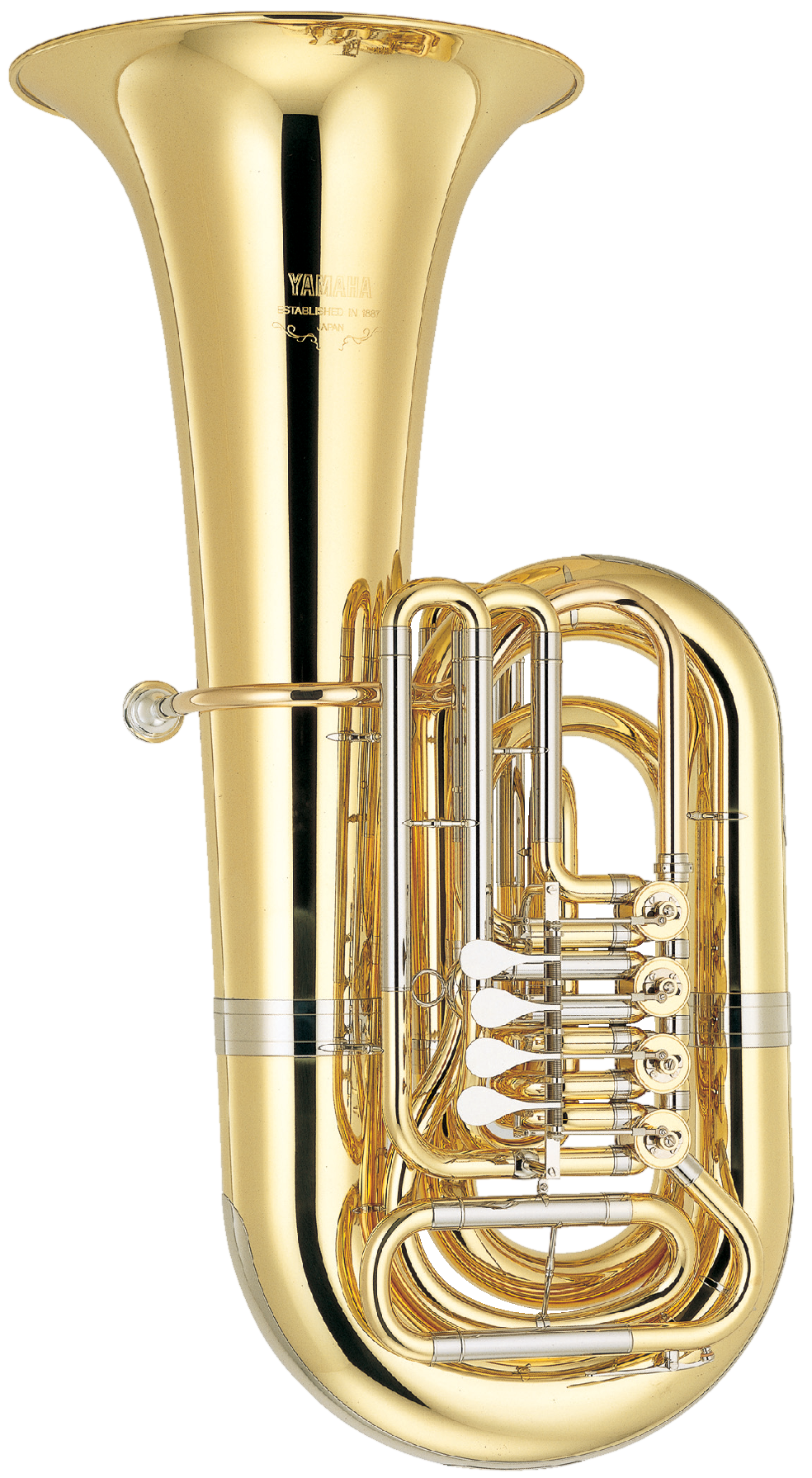
Contretuba

Dans la pratique, les perces sont souvent intermédiaires entre deux instruments-type recensés ci-dessus, de sorte que la distinction est souvent difficile à faire entre barytons, entre contrebasses et (contre)tubas, voire entre euphonium et saxhorn basse (ou entre trompette et cornet).
Il existe également quelques rares exemplaires géants de tuba sous-contrebasse ou de saxhorn sous-contrebasse sonnant à l'octave inférieure de leur homologue en version contrebasse.

### Tessitures
Certains de ces instruments ont la même tessiture (du plus aigu au plus grave) :
- mi bémol : saxhorn sopranino, trompette mi bémol ;
- si bémol : bugle, trompette, cornet ;
- mi bémol : saxhorn alto (pichotte), ± cor (en fa pour la plupart), mellophone ;
- si bémol : saxhorn basse, euphonium, trombone, tuba wagnérien, barytons, ± tuba français ;
- mi bémol : bombardon, sousaphone mi bémol, tuba wagnérien basse (en fa le plus souvent), ± tuba basse ;
- si bémol : hélicon, sousaphone, saxhorn contrebasse si bémol, ± tuba contrebasse.

Lorsque les instruments ont la même tessiture, la différence se fait sur la sonorité déterminée par sa perce.

## Facture

### Perce
Les tubas sont des instruments à perce conico-cylindrique : la section de l'instrument augmente sur la longueur, mais certaines sections (bloc pistons, coulisses) restent constantes.

### Les valves
Comme pour tous les cuivres, il existe deux types de valves : les pistons et les palettes.
Traditionnellement, les pistons sont plus utilisés en France et dans les pays anglo-saxons, les palettes sont plus utilisées en Allemagne et en Europe de l'Est. Néanmoins, dans le cas du (contre)tuba et de la contrebasse, les instruments sont conçus soit avec des pistons soit avec des palettes, il existe même certains modèles hybrides avec les deux systèmes. L'instrumentiste choisit donc son instrument selon ses préférences et son répertoire.
La plupart des instruments sont conçus avec 4 pistons, ou palettes. Les 3 pistons frontaux sont équivalents aux 3 pistons d'une trompette. Le quatrième piston, qui peut être frontal ou latéral, sert à abaisser la note d'une quarte, et procure un registre grave plus étendu et aussi plus juste.
Cependant il existe des instruments à 3 ou 5 pistons, certains en ont 6.

### Le système de compensation
Tous les instruments à pistons, ou à palettes, sont faux (voir Problèmes de justesse). Pour pallier ce défaut, il faut ajuster la longueur de l'instrument afin d'avoir une note plus juste. Les petits cuivres, comme la trompette, ont des coulisses mobiles tandis que les gros cuivres sont conçus de plus en plus avec un système de compensation, en plus parfois d'une coulisse mobile.
Avec un instrument compensé, l'air sortant du dernier piston n'est pas dévié vers une coulisse, mais retourne dans les autres pistons, en passant par un deuxième circuit d'air. Ce dispositif permet d'ajuster la note en fonction des pistons déjà actionnés. De cette façon, la longueur de l'équivalent de la quatrième coulisse, si l'instrument a 4 pistons, est artificiellement modifiée en fonction des besoins.
Contrairement aux idées reçues, la compensation n'a rien à voir avec le fait qu'il y ait un 4e piston ni même avec la tessiture de l'instrument. C'est un système qui sert à rendre l'instrument plus juste.

## Notation
La notation de la musique pour les tubas n'est pas uniforme. Elle varie selon la géographie et le contexte musical.
Les tubas basse et contrebasse sont habituellement notés en clef de fa et en sons réels (répertoire soliste, symphonique, lyrique et en ensembles restreints).
En Europe, l'utilisation de la clé de sol demeure répandue pour la plupart des tubas dits « transpositeurs », tels que l'euphonium en si bémol, le saxhorn baryton, (plus rarement le tuba contrebasse en si bémol), tradition héritée de la pratique en brass band et en orchestre d'harmonie. Dans ce cas, le matériel d'orchestre propose des parties séparées transposées en si bémol ou mi bémol et notées en clé de sol ou clé de fa, une ou deux octaves plus haut.
Exemples : 
- tuba basse et contrebasse en orchestre symphonique : la partition est généralement notée en clé de fa et en sons réels ;
- petits tubas : la partition est parfois notée en clé de fa et en sons réels ou en clé de sol octavié et transposée pour la tonalité de l'instrument.

## Emplois

### Orchestre symphonique
Les grands orchestres symphoniques professionnels comptent généralement un seul tubiste titulaire dans leur effectif, jouant les tubas basse et contrebasse. Quelques œuvres requièrent un deuxième tubiste, comme Une symphonie alpestre (Eine Alpensinfonie) de Richard Strauss. Dans ce cas, l'orchestre a généralement recours à l'emploi d'un musicien supplémentaire contractuel. Certaines œuvres requièrent l'emploi d'un tuba ténor en ut, d'un saxhorn basse ou d'un euphonium, comme les Tableaux d'une exposition de Moussorgski et Ravel. Dans certaines partitions d'orchestre, l'utilisation du tuba a remplacé celle de l'ophicléide, comme la Symphonie fantastique de Berlioz et l'Ouverture du songe d'une nuit d'été de Mendelssohn.

### Orchestre d'harmonie
La nomenclature instrumentale actuelle des orchestres d'harmonie tend à se standardiser sur le modèle du concert band américain. Le matériel édité pour ces formations propose la plupart du temps une partie séparée de tuba contrebasse (pouvant être doublée ou triplée), et une ou deux parties d'euphonium (pouvant être doublées également). Toutefois, la longue évolution des orchestres d'harmonies européens aux XIXe et XXe siècles a généré de nombreuses œuvres originales et transcriptions faisant largement appel aux saxhorns. Les formations traditionnelles du sud de l'Italie ont conservé cette diversité (bugles en mi bémol, en si bémol, saxhorns altos en mi bémol, saxhorns barytons en si bémol, tubas basses et contrebasses divers et variés).

### Fanfares diverses
- Brass band ou fanfare à l'anglaise : cette formation regroupe plusieurs instruments de la famille des tubas (un bugle, trois saxhorns altos, deux saxhorns barytons, deux euphoniums, deux tubas basses, deux tubas contrebasse).
- Brass band de type « New Orleans » : dans ces formations de musique de rue à instrumentation variable, la basse est généralement tenue par un sousaphone.
- Fanfares de type « Beaux arts » : ces formations regroupant des musiciens amateurs, souvent autodidactes, n'ont pas de nomenclature standardisée. Elles regroupent souvent plusieurs petits tubas (appelés basses dans ce contexte), hélicons ou sousaphones (appelés soubas dans ce contexte).
- Fanfares d'Europe centrale : ces formations n'ont pas de nomenclature standardisée. Le rôle rythmico-harmonique est le plus souvent dévolu aux instruments de la famille des tubas, par un hélicon et trois ou quatre ténors ou barytons à la forme ovale caractéristique (exemples : Orchestre des mariages et des enterrements, Goran Bregovic ; Kočani Orkestar ; Boban Markovic Orkestar).
- bandas et peñas du sud de la France.

### Ensembles de cuivres
- Quatuor de tubas : un large répertoire de transcriptions et d'œuvres originales est écrit pour deux euphoniums, un tuba basse, et un tuba contrebasse. Quelques œuvres originales requièrent quatre tubas basses et contrebasses.
- Quintette de cuivres : la majorité des œuvres pour quintette de cuivres requièrent un tuba basse (rarement remplacé par un trombone basse).
- Dixtuor de cuivres : formation popularisée par le Philip Jones Brass Ensemble puis par London Brass et le German Brass qui devient un standard des ensembles de cuivres à la fin du XXe siècle. Le dixtuor de cuivres compte généralement un seul tuba (basse ou contrebasse), l'un des trombonistes peut en outre être occasionnellement amené à utiliser un euphonium.
- Ensembles de cuivres divers : de nombreuses œuvres pour ensembles de cuivres non standardisés font appel un tuba basse ou contrebasse au moins, et quelquefois un saxhorn basse ou un euphonium.

Orchestres de jazz
Au sein des premiers orchestres de la Nouvelle-Orléans, la basse était généralement assurée par la contrebasse. Mais dès les années 1920, le tuba lui a souvent été préféré, car il est plus sonore et le son passe mieux à l’enregistrement des premiers disques. Ce premier âge du jazz comporte de grand musiciens : Cyrus Saint-Clair à la superbe sonorité, le virtuose Quinn Wilson, Lawson Bufford, Pete Briggs, Ernst Bass Hill,  Bass Moore, Bass Edwards, Bill Benford, Bert Cobb. John Kirby abandonnera le tuba pour la contrebasse au sein de l’orchestre de Fletcher Henderson. Richard Fullbright en fera de même.
Dès les années 1930, le tuba est rapidement remplacé par la contrebasse, s’intégrant mieux à la section rythmique des orchestres swing.
Il réapparaît à la fin des années 1940, non comme instrument rythmique, mais comme instrument mélodique, dans la section des cuivres de quelques grandes formations (Gil Evans, Stan Kenton), ainsi que dans les sessions «Birth of the Cool» de Miles Davis, en 1949, le tubiste étant John Barber. Citons notamment Red Callender (contrebassiste et tubiste).
On le retrouve aussi dans certains orchestres du New Orleans Revival et des orchestres blancs de Dixieland.
Dans le jazz contemporain, il devient un instrument à la fois rythmique et mélodique. De grands solistes apparaissent. Ils explorent toute la gamme de l’instrument, du registre grave au suraigu.
Ils parviennent à jouer aussi vite que les trompettistes : Earl Mc Intyre, Bob Stewart,  Joe Daley.
Le virtuose Howard Johnson, notamment, utilise les sons harmoniques, obtenus par l’émission simultanée d’une note soufflée et d’une autre note chantée, générant un troisième son harmonique.
Enregistrements mettant en valeur des tubistes :
New Orleans : Cyrus Saint-Clair, Cushion Foot Stomp, orchestre de Clarence Williams.
Hayse Alvis, Ace of Rythm, orchestre de Jabbo Smith
Quinn Wilson : Lucky 2 6 9, orchestre de Tiny Parham
Jazz contemporain :
Bob Stewart : Jamaica, Lester Bowie Brass Fantasy
Howard Johnson and Gravity : diverses formations de tubistes dirigées par Howard Johnson

## Quelques œuvres

### Tuba solo
- Alarum for Solo Tuba d'Edward Gregson
- Cappriccio de Krzysztof Penderecki[6]
- Fantasy de Malcolm Arnold
- Monolog no 9 d'Erland von Koch
- Rebellion de François Thuillier
- No fish in Pombal de François Thuillier

### Tuba solo et orchestre
- Concerto en fa mineur pour tuba basse de Ralph Vaughan Williams - Oxford University Press / tuba et orchestre symphonique
- Tuba Concerto de John Williams - 1985 / tuba et orchestre symphonique
- Concertino pour tuba et orchestre de Jan Koetsier - éditions BIM
- Concerto pour tuba et orchestre de Samuel Jones (en) - 2005
- Concerto pour tuba basse et grand orchestre de Luc Marty - France 2006

### Tuba etbrass band(œuvres originales)
- Cappriccio de Rodney Newton
- Concerto d'Edward Gregson - Novello

### Tuba et piano (œuvres originales)
- Escenas Latinas d'Enrique Crespo - Lydke Musikverlag
- Concerto en la mineur, Concerto en si bémol majeur et Allegro de concert d'Alexeï Lebedev
- Sonate pour tuba basse et piano de Paul Hindemith - Schott
- Suite n°1 for Tuba and Piano sous titrée Effie Suite d'Alec Wilder
- Three Miniatures for Tuba and Piano d'Anthony Plog - Éditions BIM
- Waltz for Mippy III de Leonard Bernstein - Boosey & Hawkes

### Tuba et piano (transcriptions)
- Concerto in d-moll d'Tomaso Albinoni - arr. Walter Hilgers

### Quatuor de tubas (œuvres originales)
- Spargen Sonum de Max Pinchard dédié au quatuor Tuba Mirum
- Consequences de Mike Forbes
- Dances de John Stevens
- Go ! de Mike Forbes
- Manhattan Suite de John Stevens
- Music 4 Tubas de John Stevens
- Power de John Stevens
- Refractions de Patrick Schulz
- Viva Voce ! de John Stevens

### Tuba en ensemble restreint
- Capriccio da Camera de Crister Danielsson
- Concertante Suite de Crister Danielsson

### Tuba au sein du quintette de cuivres et du quatuor de cuivres
Le répertoire original pour quintette de cuivres est très important.
- Quintet for Brass, Opus 73 de Malcolm Arnold
- Divertissement de Georges Barboteu
- Sonatine de Eugène Bozza
- Kerlouan de Thierry Thibault
- La Légende du Roi Arthur de Max Fouga

### Tuba au sein de l'orchestre symphonique
- Les Maîtres Chanteurs de Nuremberg, ouverture de Richard Wagner
- La Symphonie fantastique d'Hector Berlioz dont le Dies Irae est souvent joué par deux tubas basses.
- Les Tableaux d'une exposition de Modeste Moussorgsky, orchestration de Maurice Ravel) / Bydlo, solo écrit pour tuba ténor en ut (tuba français), souvent joué par un euphonium ou un saxhorn basse
- Petrouchka d'Igor Stravinsky
- Un Américain à Paris de George Gershwin
- Les symphonies de Gustav Mahler, notamment la sixième et la septième
- Les Préludes de Franz Liszt.
- Symphonie no 13 de Dmitri Chostakovitch (4e mouvement)